# Kerron Clement
Kerron Stephon Clement (* 31. Oktober 1985 in Port of Spain, Trinidad und Tobago) ist ein US-amerikanischer Hürdenläufer und Sprinter.

## Sportkarriere
Clement wanderte als Jugendlicher in die USA ein und besuchte die Highschool im texanischen La Porte. Anschließend studierte er an der Universität von Florida.
Im März 2005 stellte Clement in Fayetteville mit 44,57 s einen Hallenweltrekord im 400-Meter-Lauf auf. Er unterbot damit den alten Weltrekord vom 4. März 1995 von Michael Johnson um sechs Hundertstelsekunden.
Seit dem Jahr 2005 gehört Clement zur Weltspitze im 400-Meter-Hürdenlauf. Bei den Weltmeisterschaften 2005 in Helsinki gehörte er neben James Carter und Félix Sánchez mit zu den größten Favoriten auf den Titel. Er vertrödelte jedoch das Halbfinale und wurde im Finale dadurch auf die für den Hürdenlauf ungünstige Bahn 1 platziert. Da es außerdem im Finale noch stark regnete, hatte er keine Chance diesen Lauf zu gewinnen. Letztlich wurde er in 48,18 s Vierter.
Bei den Weltmeisterschaften 2007 in Osaka gewann er mit einer Zeit von 47,61 s die Goldmedaille über die 400-Meter-Hürdenstrecke vor Félix Sánchez und Marek Plawgo.
Seine erste Olympiamedaille (Silber) errang Clement bei den Olympischen Spielen in Peking 2008. Im Finale über 400 Meter Hürden musste er sich nur seinem Landsmann Angelo Taylor geschlagen geben. 
Bei den Weltmeisterschaften 2009 in Berlin konnte er seinen Weltmeister-Titel verteidigen. Er gewann im Finale mit einer Weltjahresbestzeit von 47,91 s vor Javier Culson in 48,09 s und Bershawn Jackson in 48,23 s. Zudem holte Clement mit der 4-mal-400-Meter-Staffel der USA eine weitere Goldmedaille bei den Weltmeisterschaften in Berlin.
2015 qualifizierte er sich zum sechsten Mal in Folge für die Weltmeisterschaften. Dort verpasste er nur um eine Hundertstelsekunde das Podium und musste sich trotz einer Saisonbestleistung von 48,18 s mit dem vierten Platz zufriedengeben.
Bei den Olympischen Spielen 2016 gewann er mit seiner schnellsten Zeit seit 2007 (47,73 s) vor Boniface Mucheru Tumuti und Yasmani Copello die Goldmedaille. 

## Sonstiges
Kerron Clement hat bei einer Größe von 1,88 m ein Wettkampfgewicht von 84 kg.

## Persönliche Bestzeiten
- 100 m: 10,23 s, 14. April 2007, Coral Gables
- 200 m: 20,49 s, 14. April 2007, Coral Gables
- 400 m: 44,48 s, 7. August 2007, Stockholm
- 110 m Hürden: 13,77 s, 28. August 2002, Omaha
- 400 m Hürden: 47,24 s, 26. Juni 2005, Carson

## Privates
Im Oktober 2019 outete sich Clement als homosexuell.